# Iago Herrerín
Iago Herrerín Buisán (* 25. Januar 1988 in Bilbao) ist ein spanischer Fußballtorwart. Seit 2023 spielt er für AEK Larnaka.

## Karriere
Herrerín begann seine Karriere bei Athletic Bilbao. 2006 spielte er erstmals für die Viertligamannschaft. Im Jänner 2007 wechselte er zum Drittligisten FC Barakaldo. Im Sommer 2007 kehrte er nach Bilbao zurück. 2010 wechselte er zu Atlético Madrid, wo er jedoch ausschließlich für Atlético Madrid B spielte. 2012 kehrte er abermals nach Bilbao zurück, wurde jedoch umgehend an den Zweitligisten CD Numancia ausgeliehen. Sein Zweitligadebüt gab er am 1. Spieltag 2012/13 gegen Sporting Gijón. Nach seiner Rückkehr zu Bilbao gab er sein Erstligadebüt am 2. Spieltag 2013/14 gegen den CA Osasuna. Herrerín kommt bei Athletic in den Europa-League-Spielen und im Cup zum Einsatz, sonst ist er zweiter Tormann. 2016 folgte eine weitere Leihe, dieses Mal zu CD Leganés. Nach seiner Rückkehr spielte der Spanier vier weitere Jahre für Bilbao. Im Sommer 2021 verließ er Spanien und wechselte zu al-Raed nach Saudi-Arabien. Nach nur 13 Spielen löste er seinen Vertrag frühzeitig auf und zu Beginn der Saison 2022/2023 wechselte Herrerín zum FC Valencia, als Ersatz für den verletzten Jaume Doménech. Nach einem Jahr in Valencia wechselte er nach Zypern zu AEK Larnacas.